# Hoàng Đông
Hoàng Đông là một phường thuộc thị xã Duy Tiên, tỉnh Hà Nam, Việt Nam.

## Địa lý
Phường Hoàng Đông nằm ở phía tây thị xã Duy Tiên, có vị trí địa lý:
- Phía đông giáp phường Tiên Nội
- Phía tây giáp huyện Kim Bảng
- Phía nam giáp thành phố Phủ Lý
- Phía bắc giáp phường Duy Minh và phường Đồng Văn.

Phường Hoàng Đông có diện tích 6,36 km², dân số là 10.556 người, mật độ dân số đạt 1.660 người/km².

## Lịch sử
Phần lớn địa bàn phường Hoàng Đông hiện nay, sau năm 1954 là hai xã Tiên Thái và Tiên Lý thuộc huyện Duy Tiên.
Ngày 25 tháng 4 năm 1967, Bộ Nội vụ ban hành Quyết định 163-NV. Theo đó, hai xã Tiên Thái và Tiên Lý sáp nhập thành một xã lấy tên là xã Hoàng Đông.
Ngày 10 tháng 1 năm 1984, Hội đồng Bộ trưởng ban hành Quyết định số 02/HĐBT. Theo đó, 130 ha của phố Đồng Văn thuộc xã Hoàng Đông và làng Đồng Văn cùng thuộc xã Hoàng Đông được tách ra để thành lập thị trấn Đồng Văn.
Đến năm 2018, xã Hoàng Đông có diện tích 7,145 km², dân số là 10.556 người, mật độ dân số đạt 1.477 người/km².
Ngày 17 tháng 12 năm 2019, Ủy ban Thường vụ Quốc hội ban hành Nghị quyết số 829/NQ-UBTVQH14 về việc sắp xếp các đơn vị hành chính cấp huyện, cấp xã thuộc tỉnh Hà Nam (nghị quyết có hiệu lực từ ngày 1 tháng 1 năm 2020). Theo đó:
- Điều chỉnh 0,023 km² diện tích tự nhiên của xã Hoàng Đông vào xã Tiên Nội
- Điều chỉnh 0,828 km² diện tích tự nhiên của xã Hoàng Đông vào thị trấn Đồng Văn
- Điều chỉnh 0,049 km² diện tích tự nhiên của thị trấn Đồng Văn, 0,017 km² diện tích tự nhiên của xã Tiên Nội vào xã Hoàng Đông
- Thành lập phường Hoàng Đông thuộc thị xã Duy Tiên trên cơ sở toàn bộ diện tích và dân số của xã Hoàng Đông.

Sau khi thành lập, phường Hoàng Đông có diện tích 6,36 km², dân số là 10.556 người.